# アカンセフィッピウム
アカンセフィッピウム、アカンセフィッピューム（学：Acanthephippium）は、ラン科に含まれる属の一つ。または、アカンセフィッピウム属に属する植物の総称。日本にはエンレイショウキラン（延齢鍾馗蘭）と、タイワンショウキラン（台湾鍾馗蘭）が南西諸島に生息している。エンレイショウキラン属とも呼ばれる。。

## 特徴
アジアの亜熱帯及び熱帯地域、南太平洋の島嶼部に自生する地生ランである。日本の南西諸島にも生息する種がある。偽鱗茎（バルブ）は棍棒状で葉腋部分から花茎を出し、壺状の花を咲かせる。

## 名称について
アカンセフィッピウムのスペルは、（Acanthephippium）であるが、アカントフィッピウム属（Acanthophippium）とする場合もある。日本のウェブサイトでは学名は（Acanthephippium）と表記している物が多い。

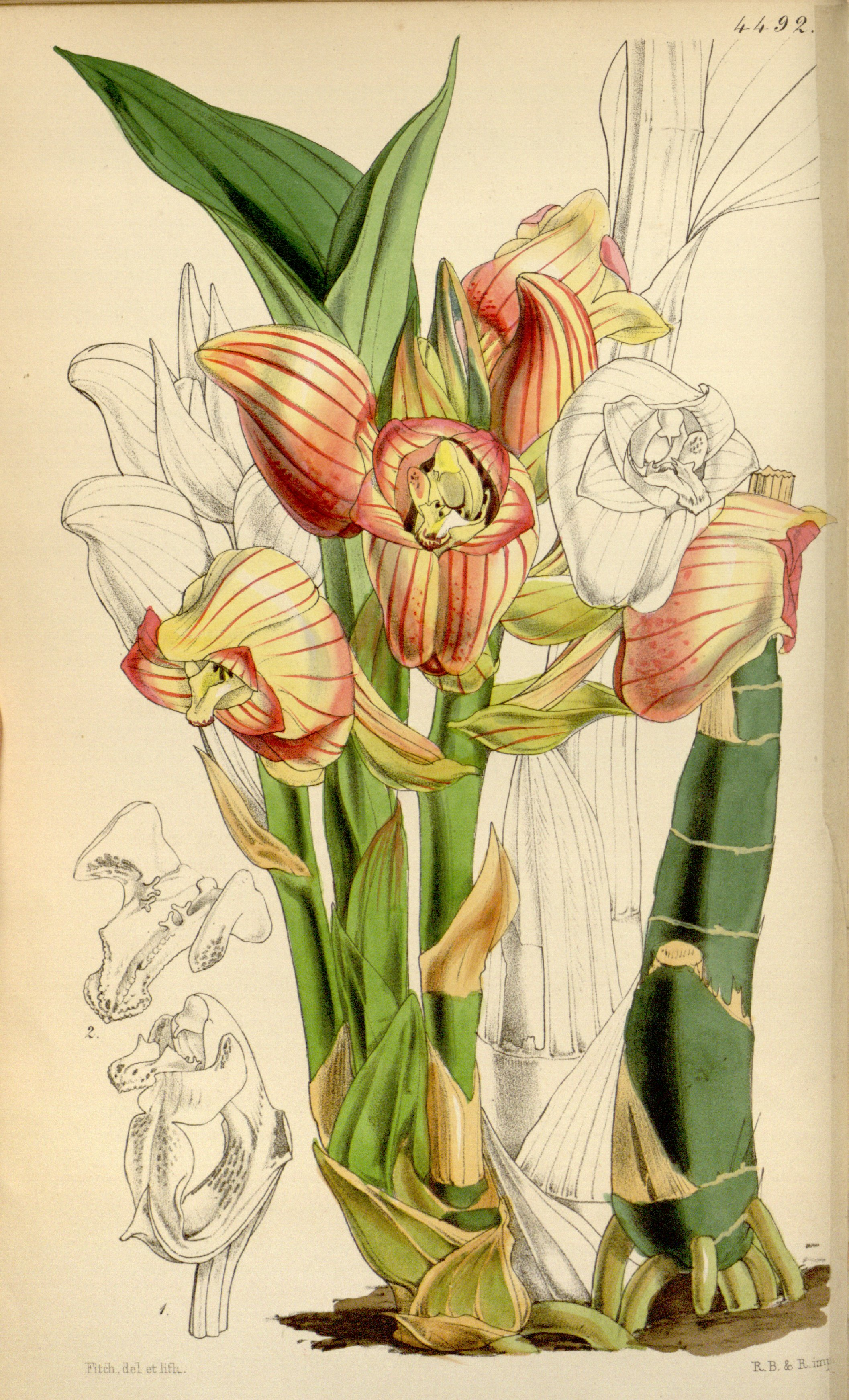
タイプ種であるジャバニカム種のスケッチ。

## 分類
１３属が認められる。参考元はこちら。
- エンレイショウキラン

　（Acanthophippium pictum）
- タイワンショウキラン

　（Acanthophippium sylhetense）
- アカンセフィッピウム・エブルネウム

　（Acanthophippium eburneum）
- アカンセフィッピウム。クリソグロッサム

　（Acanthophippium chrysoglossum）
- アカンセフィッピウム・ゴーガヘンシス

　（Acanthophippium gougahensis）
- アカンセフィッピウム・シネンセ

　（Acanthophippium sinense）
- アカンセフィッピウム・ジャバニカム

　（Acanthophippium javanicum）
- アカンセフィッピウム・ストリアツム

　（Acanthophippium striatum）
- アカンセフィッピウム・スプレンディドゥム

　（Acanthophippium splendidum）
- アカンセフィッピウム・パルヴィフロラム

　（Acanthophippium parviflorum）
- アカンセフィッピウム・ビカラー

　（Acanthophippium bicolor）
- アカンセフィッピウム・マンティニアヌム

　（Acanthophippium mantinianum）
- アカンセフィッピウム・リラシヌム

　（Acanthophippium lilacinum）